# Entombed
Entombed és un grup de metal suec format en 1987 sota el nom de Nihilist.

## Biografia
Encara que al principi de la seua carrera va ser pionera (al costat d'altres bandes com Carnage, Dismember, Edge Of Sanity o Unleashed) del death metal escandinau (denominat com "so Estocolm"), a principis dels anys 1990 el seu so es va ampliar per a incloure hardcore punk i altres influències. L'edició del seu àlbum "Wolverine blues" va suposar el naixement d'un nou estil musical que conjuminava les veus guturals del death metal més clàssic amb ritmes més pegaditzes i rockeres, donant així lloc al cridat "death n' roll".
Després de la marxa de la seua bateria i un dels seus principals compositors, Nicke Andersson, el qual va decidir provar sort en solitari amb la seua nova banda The Hellacopters, en aquest cas canviant fins i tot d'instrument i passant a ser cantant i guitarrista en el seu nou projecte musical (d'estil punk-rock, allunyant-se bastant del seu so amb Entombed), la prolífica i reeixida carrera del blegue suec va rebre un dur revés, passant els seus següents discogràfics a ser bastant més mediocres que'ls seus aclamats tres primers treballs (Left Hand Path, Clandestine i el ja nomenat Wolverine Blues). El punt més baix de la seua carrera musical ve amb el nefast "Same difference", disc més proper al punk-rock que tot el que havien fet fins a la data i, amb diferència, el més fluix de la seua carrera. En aquells dies també altre dels seus membres, Uffe Cederlund, va decidir provar sort en solitari amb Haystack, altre projecte similar als Hellacopters del seu ex-company Andersson, si bé no va córrer la mateixa sort i mentre el seu antic company de banda venia còpies com xurros, el seu únic disc (editat per la discogràfica Threeman Recordings) va passar sense pena ni glòria per les tendes.
Després de diversos canvis de formació, els suecs van tornar a la senda que tants èxits els havia donat antany amb un gran disc cridat "Morning star" (confirmant una millorança que ja s'intuïa després de l'àlbum anterior, convenientment dit "Uprising" para apuntar a la resurrecció que la seua carrera havia d'experimentar de nou a partir d'ell), convertint-se cançons com "I for an eye" ràpidament en part essencial dels seus espectacles en directe. Els treballs més recents de la banda, ja com quartet, l'EP When in Sodom i el recentment editat CD "Serpent saints" no fan sinó confirmar una volta al death metal amb tints rockers que sempre van fer gala els xics d'Estocolm.

## Membres

### Actuals
- Lars Göran Petrov - Veu (1990 - 1991; 1991 - present)
- Nico Elgstrand - Baix (2004 - present)
- Alex Hellid - Guitarra (1989 - present)
- Olle Dahlstedt - Bateria (2006 - present)

### Anteriors
- Jörgen Sandström - Baix (1995 - 2004)
- Peter Stjärnvind - Bateria (1997 - 2006)
- Orvar Säfström - Veu (1991)
- Nicke Andersson - Bateria (1990 - 1997)
- Uffe Cederlund - Guitarra (1990 - 2005)
- Johnny Dordevic - Veu (1991)
- Jörgen Sandström - Baix (1995 - 2004)
- Lars Rosenberg - Veu (1990 - 1995)

## Discografia

### Demo
- But Life Goes On (1989)

### Àlbums
- Left Hand Path (1990)
- Clandestine (1991)
- Wolverine Blues (1993)
- To Ride Shoot Straight and Speak the Truth (1997)
- Monkey Puss (Live in London) (1998)
- Same Difference (1998)
- Uprising (2000)
- Morning Star (2001)
- Sons of Satan Praise the Lord (2002)
- Inferno (2003)
- Serpent Saints - The Ten Amendments (2007)

### EPi senzills
- Crawl (EP) (1991)
- Stranger Aeons (EP) (1991)
- Hollowman (EP) (1993)
- Out of Hand (Sencillo) (1991)
- Night of the Vampire (Senzill) (1995)
- Wreckage (EP) (1997)
- Black Juju (EP) (1999)
- When in Sodom (EP) (2006)